# نورمان فووت
نورمان فووت هو موسيقي كندي، ولد في 1954.

## روابط خارجية
- نورمان فووت على موقع ميوزك برينز (الإنجليزية)